# Myndus taffini
Myndus taffini är en insektsart som beskrevs av Bonfils 1983. Myndus taffini ingår i släktet Myndus och familjen kilstritar. Inga underarter finns listade i Catalogue of Life.